# Amvrakikos Kolpοs, Delta Lourou kai Arachthou (Petra, Mutikas, Eyruteri periοchi)
Amvrakikos Kolpοs, Delta Lourou kai Arachthou (Petra, Mutikas, Eyruteri periοchi) este o arie protejată (arie specială de conservare — SAC, sit de importanță comunitară — SCI) din Grecia întinsă pe o suprafață de 60.155,58 ha, integral pe uscat.

## Localizare
Centrul sitului Amvrakikos Kolpοs, Delta Lourou kai Arachthou (Petra, Mutikas, Eyruteri periοchi) este situat la coordonatele 39°00′16″N 20°56′32″E / 39.004515°N 20.942174°E.

## Înființare
Situl Amvrakikos Kolpοs, Delta Lourou kai Arachthou (Petra, Mutikas, Eyruteri periοchi) a fost declarat sit de importanță comunitară în august 1996 pentru a proteja 14 specii de animale. Situl a fost protejat și ca arie specială de conservare în martie 2011.

## Biodiversitate
Situată în ecoregiunile marină mediteraneană și mediteraneană, aria protejată conține 17 habitate naturale: Bancuri de nisip acoperite în permanență slab de apă marină, Straturi cu Posidonia (Posidonion oceanicae), Estuare, Lagune de coastă, Vegetație anuală la limita mareei, Salicornia și alte specii anuale care populează regiunile mlăștinoase și nisipoase, Pășuni mediteraneene udate de apa mării (Juncetalia maritimi), Tufărișuri halofile mediteraneene și termo-atlantice (Sarcocornetea fruticosi), Dune mobile cu vegetație embrionară, Lacuri eutrofice naturale cu vegetație de tip Magnopotamion sau Hydrocharition, Matorral arborescenți cu Juniperus spp., Sarcopoterium spinosum phryganas, Păduri panonice-balcanice de stejar turcesc - stejar sesil, Galerii de Salix alba și de Populus alba, Galerii și tufărișuri riverane sudice (Nerio-Tamaricetea și Securinegion tinctoriae), Păduri de Olea și Ceratonia, Păduri de Quercus macrolepis.
La baza desemnării sitului se află mai multe specii protejate:
- mamifere (2): vidră de râu (Lutra lutra), delfin mare (Tursiops truncatus)
- pești (6): Alosa fallax, Cobitis arachthosensis, Economidichthys pygmaeus, Eudontomyzon graecus, Pelasgus thesproticus, Telestes pleurobipunctatus
- reptile (6): șarpele cu patru dungi (Elaphe quatuorlineata), țestoasa de baltă (Emys orbicularis), Mauremys rivulata, țestoasă bănățeană (Testudo hermanni), Testudo marginata, elaphe situla (Zamenis situla)

Pe lângă speciile protejate, pe teritoriul sitului au mai fost identificate 1 specie de plante, 2 specii de păsări, 6 specii de amfibieni, 9 specii de mamifere, 1 specie de nevertebrate, 1 specie de pești, 13 specii de reptile.